# Protosynaema steropucha
Protosynaema steropucha är en fjärilsart som beskrevs av Edward Meyrick 1885i. Protosynaema steropucha ingår i släktet Protosynaema och familjen Plutellidae. Inga underarter finns listade i Catalogue of Life.